# Satyrus kurrama
Satyrus kurrama är en fjärilsart som beskrevs av Evans 1924. Satyrus kurrama ingår i släktet Satyrus och familjen praktfjärilar. Inga underarter finns listade.